# یواس‌اس پاسکو (پی‌اف-۶)
یواس‌اس پاسکو (پی‌اف-۶) (به انگلیسی: USS Pasco (PF-6)) یک کشتی بود. این کشتی در سال ۱۹۴۳ ساخته شد.